# Nikolaus Geiger

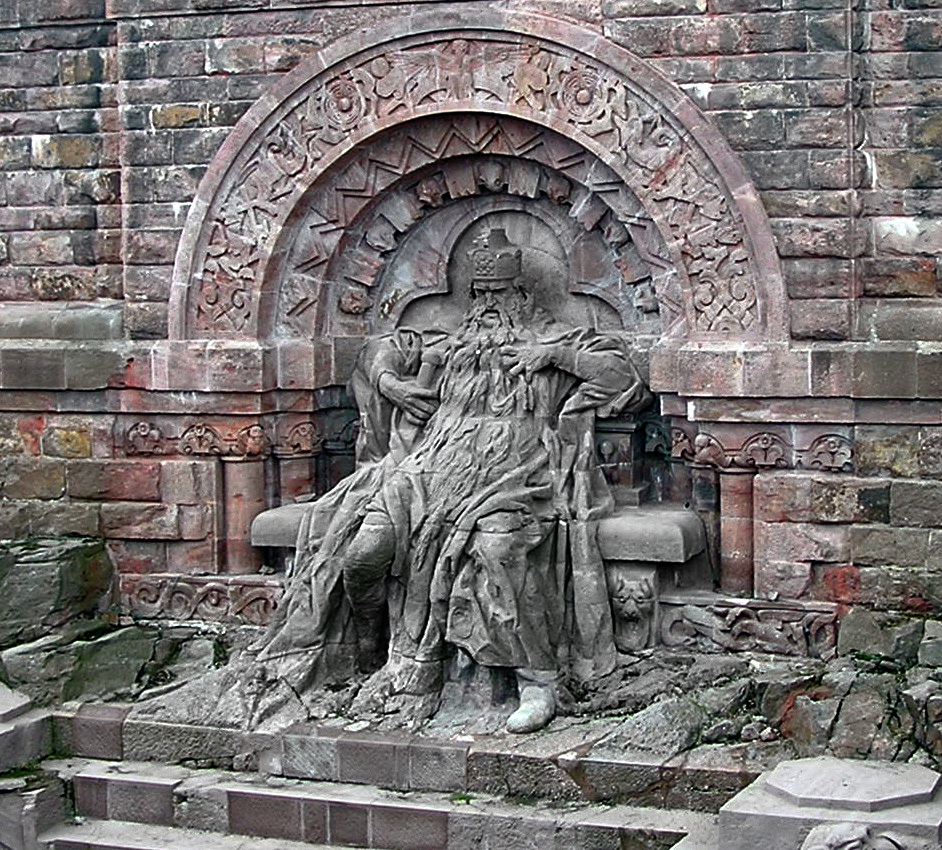
Nikolaus Geigers staty över Fredrik Barbarossa, en del av Kyffhäusermonumentet.

Nikolaus Geiger, född den 6 december 1849 i Lauingen i Bayern, död den 27 november 1897 i Berlin, var en tysk skulptör och målare, bror till Caspar Augustin Geiger.
Nikolaus Geiger studerade i München samt i Italien, Paris och Wien, var verksam i Berlin och därefter i München, utförde dekorativa skulpturgrupper och reliefer i Reinhold Begas realistiska anda, bland annat en fris och en grupp i Dresdenerbank i Berlin 1886, Fredrik Barbarossas staty på Kyffhäusermonumentet 1895 och gavelreliefen Konungarnas tillbedjan på Hedvigskyrkan i Berlin, som blev hans sista arbete. Han var även målare (Synderskan, 1884). Nikolaus Geiger är representerad i Berlins Nationalgalleri av flera små bronser (Efter syndafallet, Centaur med dansande nymf och ett par huvuden).